# Зондские острова
| Большие Зондские острова |
| Малые Зондские острова   |
| Молуккские острова       |

Зо́ндские острова́ (малайск. и индон. Kepulauan Sunda, сунд. Kapuloan Sunda, там. சுந்தா தீவுகள், кит. 巽他群島, англ. Sunda Islands, порт. Ilhas da Sonda), от сунда (название народа, населяющего о. Ява)  — обширный архипелаг в Юго-Восточной Азии между полуостровом Малакка и Новой Гвинеей и между Индийским и Тихим океаном. В его состав входят несколько очень крупных островов и тысячи мелких. Большинство из них принадлежат Индонезии, северная часть острова Калимантан принадлежит Малайзии, небольшую часть составляет государство Бруней. 63 небольших острова в настоящее время занимает государство Сингапур. Часть острова Тимор с 2002 года принадлежит независимому государству Восточный Тимор.

## География
Координаты крайних точек: западная — о. Брёэх, 95° в. д., 5,5° с. ш., восточная — о. Вайгео, 131° в. д., 0° широты, северная — о. Бангей, 177,5° в. д., 7° с. ш., южная — о. Роти, мыс Буа, 123° в. д., 11° ю. ш.
Общая площадь архипелага более 1,7 млн км².
Зондские острова делятся на две группы:
- Большие Зондские острова: Суматра, Ява, Калимантан, Сулавеси.
- Малые Зондские острова: Бали, Ломбок, Сумбава, Сумба, Тимор, Барат-Дая, Флорес, Саву и другие.

Большие Зондские острова имеют площадь 1,5 млн км², Малые Зондские острова — 128 тыс. км², Молуккские острова — 83,7 тыс. км². Самый крупный остров — Калимантан (Борнео) — площадь 734 тыс. км². Всего архипелаг включает более 3000 островов.
Все Большие и большинство Малых Зондских островов окружены множеством очень мелких островов. Особое место близ Суматры занимает архипелаг Ментавай (из них самый крупный — Сиберут). На востоке в группу Селатан-Тимур входят о-ва Танимбар, о-ва Кай, о-ва Ару. Молуккские включают острова Хальмахера, Серам, Моротай, Мисоол, о-ва Оби, Буру, и др. Некоторые специалисты считают Молуккские о-ва отдельным архипелагом, что по сути дела является чистой условностью. Вместе с соседним Филиппинским архипелагом Зондский составляет более крупное образование — Малайский архипелаг.
Территория Зондских островов преимущественно гористая, но имеются две обширные низменности на Калимантане, и одна — на Суматре. Высшие точки островов: Кинабалу, 4100 м (Калимантан), Керинчи, 3805 м (Суматра), Семеру, 3676 м (Ява), Рантокомбола, 3455 м (Сулавеси), Сегара-Ринджани на о. Ломбок, 3676 м (Малые Зондские), Бинайя на о. Серам, 3018 м. На архипелаге более 130 вулканов, это зона повышенной сейсмической активности. Зондские острова являются либо частью малой Зондской плиты, либо входят в Зондскую островную дугу, сформированную столкновением Зондской и Австралийской плит.
Извне архипелаг омывается Южно-Китайским морем и Арафурским. Внутри архипелага многочисленны межостровные моря. Реки на островах в основном горные, короткие и бурные. Наиболее крупные реки — на Калимантане: Капуас, Барито, Каян, Раджанг; на Суматре — Хари, берёт начало на вулкане Керинчи.
Зондские острова разделяют следующие межостровные моря:
- Южно-Китайское море
- Яванское море
- Море Сулу
- Море Сулавеси
- Море Флорес
- Море Банда
- Море Серам
- Молуккское море
- Тиморское море
- море Саву
- Арафурское море

Климат Зондского архипелага — экваториальный и субэкваториальный (в южной части архипелага). Леса — вечнозеленые влажные, в отдельных местах встречаются саванны. Температура в январе — 24 °С выше нуля, в июле достигает 32 °С выше нуля. Осадков много. На Калимантане и западном побережье Суматры — 3000 мм/год. В остальных районах — 2000 мм/год или более. Очень богаты растительный и животный мир.

## История
Во время последнего ледникового периода, когда уровень моря был на 100 м ниже, Зондские острова были объединены друг с другом и с Индокитаем.

## Население
Архипелаг заселён многочисленными народами разного культурного уровня, родственными по языку, говорящими на языках индонезийской языковой ветви, входящей в более крупную семью австронезийских языков. Наибольшими по количеству носителей являются после индонезийского и малайского являются яванский и сунданский языки. В Малайзии и Сингапуре распространён английский язык, имеющий статус второго государственного после малайского, на Восточном Тиморе основным языком является португальский язык. Сингапур отличается особым языковым разнообразием, где помимо малайского и английского, официальный статус имеют севернокитайский (хуаюй) и тамильский языки.

## Экономика
Полезные ископаемые: нефть, олово, бокситы, никель, медь, марганец, цинк, хром, свинец. 60 % территории занято лесами с ценными тропическими породами деревьев. На Малых Зондских островах земли преимущественно заняты сельскохозяйственными угодьями, посевами риса, кукурузы и технических культур. В аграрном и промышленном плане наиболее развитым островом является Ява.